# Ivan Ivanovič Baharev
Ivan Ivanovič Baharev, ruski podčastnik in heroj Sovjetske zveze, * 25. avgust 1910, † 30. september 1943.

## Življenjepis
Med letoma 1931 in 1933 je bil pripadnik Rdeče armade, nato pa je delal na zadrugi.
Junija 1941 je bil mobiliziran in postal pripadnik 267. gardnega strelskega polka 89. gardne strelske divizije.
Sodeloval je v bitki za Stalingrad, bitki pri Kursku in bojih v Ukrajini. 20. decembra 1943 je posmrtno prejel naziv heroja Sovjetske zveze za pogum med prečkanjem Dnepra.

## Odlikovanja
- heroj Sovjetske zveze: 20. december 1943
- red Lenina: 20. december 1943
- medalja »Za pogum« (1943)
- medalja »Za obrambo Stalingrada«